# 다크틸

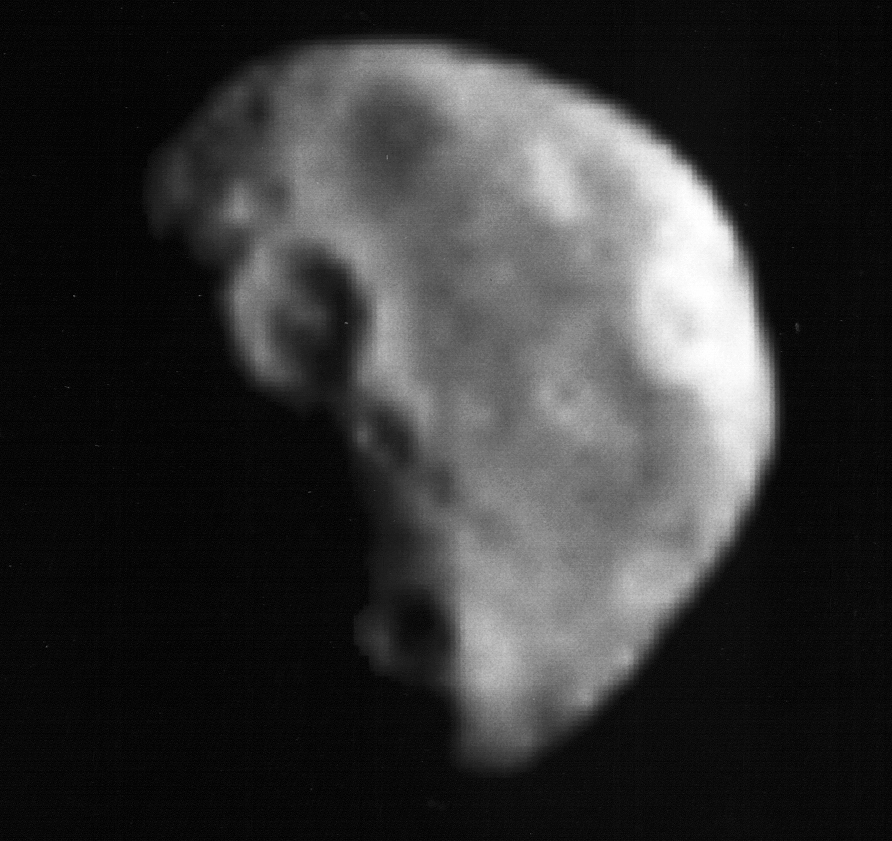
다크틸의 최고 해상도 사진. 갈릴레오가 다크틸에서 3,900 km 떨어져 있을 때 촬영한 것임.

243 이다 1 다크틸(243 Ida I Dactyl)은 소행성 243 이다 주위를 공전하는 작은 위성이다. 이 위성은 갈릴레오 호가 1993년에 이다에 접근 통과하면서 찍은 사진에서 발견되었다. 이 사진으로 소행성 위성의 존재가 확실히 증명되었다. 촬영 당시 다크틸은 이다에서 약 90 킬로미터 떨어져 있었으며 순행 궤도를 따라 움직이고 있었다. 다크틸의 표면은 모 소행성인 이다처럼 충돌구로 심하게 뒤덮여 있으며, 구성 성분 역시 이다와 비슷하다. 그 생성 기원은 불확실하지만 접근 통과 때 수집된 증거는 이것이 코노리스 계열 소행성의 파편일 가능성을 시사하고 있다.

## 다크틸의 발견

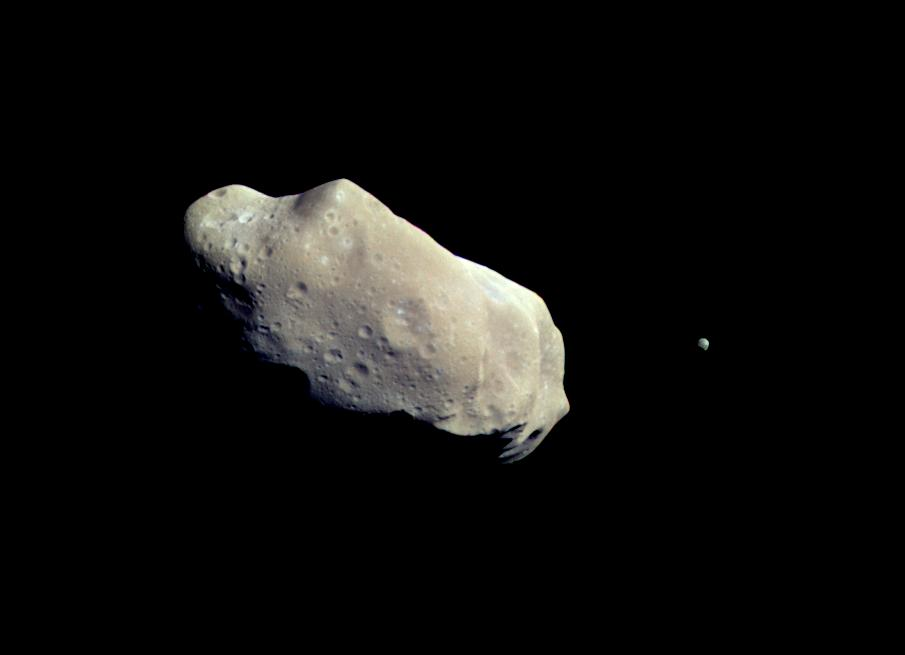
이다와 다크틸의 사진

1994년 2월 17일에 갈릴레오 임무 연구원 앤 하치는 우주선에서 수신받은 사진들을 검토하는 도중에 위성을 발견했다. 갈릴레오는 1993년 8월에 5시간 30분 간격으로 이 위성을 관측하여 47장의 사진을 전송했다. 위성이 처음 사진에 잡혔을 때, 우주선은 이다에서 10,760 킬로미터 떨어져 있었고 위성에서는 10,870 킬로미터 떨어져 있었으며, 이때보다 14분 전에 갈릴레오는 위성과 최대 근접했다.
위성은 임시적으로 1993 (243) 1이라고 지정되었으며, 1994년에 국제천문연맹에 의해 그리스 신화에서 크레타 섬 이다 산에 살았다는 전설상의 종족 다크틸로이의 이름을 따 다크틸이라고 명명되었다.

## 물리적 특성
다크틸은 달걀 모양이지만 상당히 구형에 가까운 천체로, 크기는 약 1.6 × 1.4 × 1.2 킬로미터로 측정되었다. 다크틸도 이다처럼 충돌구 생성의 집중 포화를 맞았다. 다크틸은 직경이 80 m 이상인 충돌구들이 상당량 존재하며, 이것으로 보아 지금까지 수많은 충돌 사건이 발생했던 것으로 보인다. 최소 6개 이상의 충돌구들이 선형 사슬 구조를 이루고 있는데, 이 구조는 아마도 이다에서 국지적으로 분출된 파편들 때문에 생긴 것으로 추측되고 있다. 다크틸의 충돌구에서는 이다에서 발견되지 않는 중앙 봉우리가 발견되기도 한다. 이런 특징들과 다크틸의 타원형 생김새는 이 천체가 작은 크기에도 불구하고 중력적으로 제어를 받고 있다는 것을 의미한다. 이다와 마찬가지로, 다크틸의 평균 온도도 200 K (−73 °C; −100 °F) 정도이다.
다크틸은 여러 모로 이다를 닮았는데, 알베도와 반사 스펙트럼은 매우 비슷하다. 한편 우주 풍화 작용은 다크틸이 조금 덜 활발하다는 차이점이 있다. 또한 다크틸은 크기가 너무 작기 때문에 상당량의 레골리스를 형성할 수 없다. 이는 두꺼운 레골리스층으로 덮여 있는 이다와 대조적이다.

## 다크틸의 궤도

이다를 공전하는 다크틸의 궤도를 예상해서 나타낸 도식적 그림.

다크틸이 이다 주위를 공전하는 궤도는 정확히 밝혀지지 않았다. 갈릴레오가 다크틸 사진 대부분을 촬영할 당시 다크틸의 궤도면상에 있었기 때문에 다크틸의 궤도를 정확하게 측정하는 것이 어려워졌다. 다크틸은 궤도를 따라 순행 운동을 하며, 이다의 적도와 약 8° 각도를 이루고 있다. 컴퓨터 시뮬레이션 결과, 다크틸이 안정된 궤도를 유지하기 위해서는 그 근점이 이다로부터 최소 65 킬로미터 이상 떨어져 있어야 한다. 궤도 시뮬레이션의 경우, 다크틸의 궤도가 갈릴레오가 1993년 8월 28일 UT 16시 52분 05초에 다크틸을 관측했던, 이다에서 약 90 킬로미터 떨어진 황경 85° 지점을 지나야 하기 때문에 추측 궤도의 범위가 다소 좁혀졌다. 1994년 4월 26일에는 허블 우주 망원경이 이다를 8시간동안 관측했으나 다크틸을 발견할 수 없었다. 다크틸이 이다에서 700 킬로미터만 더 떨어져 있었어도 관측이 가능했을 것이다.
다크틸의 공전 주기는 약 20시간이고, 이다 주위를 원 궤도를 따라 공전한다고 추측된다. 공전 속도는 대략 10 m/s로, "빠르게 뛰는 사람이나 느리게 던져진 야구공" 정도의 속도이다.

## 나이와 기원
다크틸은 이다와 같은 때에 코로니스 모천체에서 형성된 것으로 생각된다. 그러나 비교적 최근에 이다에 다른 천체가 충돌하여 그 산란물로서 생겨났을 가능성도 있다. 하지만 이다의 중력에 잡혀서 위성이 되었을 가능성은 지극히 낮다. 다크틸은 약 1억 년에 걸쳐서 수많은 대충돌을 겼었고, 그 결과 지금의 크기까지 줄어든 것으로 보인다.

## 참고 자료
- Chapman, Clark R. (1996년 10월). “S-Type Asteroids, Ordinary Chondrites, and Space Weathering: The Evidence from Galileo's Fly-bys of Gaspra and Ida” (PDF). 《Meteoritics》 31: 699–725. Bibcode:1996M&PS...31..699C. 2008년 10월 27일에 확인함.
- Holm, Jeanne; Jones, Jan (ed.) (1994년 6월). “Discovery of Ida's Moon Indicates Possible "Families" of Asteroids”. 《The Galileo Messenger》 (NASA) (34). 2010년 6월 24일에 원본 문서에서 보존된 문서. 2008년 10월 23일에 확인함.
- Petit, Jean-Marc; Durda, Daniel D.; Greenberg, Richard; Hurford, Terry A.; Geissler, Paul E. (1997년 11월). “The Long-Term Dynamics of Dactyl’s Orbit” (PDF). 《Icarus》 130 (1): 177–197. Bibcode:1997Icar..130..177P. doi:10.1006/icar.1997.5788. 2013년 10월 4일에 원본 문서 (PDF)에서 보존된 문서. 2015년 3월 24일에 확인함.
- Belton, Michael J. S.; Carlson, R. (1994년 3월 12일). “1993 (243) 1”. 《IAU Circular》 (International Astronomical Union) (5948). Bibcode:1994IAUC.5948....2B. [깨진 링크(과거 내용 찾기)]
- Mason, John W. (1994년 6월). “Ida's new moon” (PDF). 《Journal of the British Astronomical Association》 104 (3): 108. Bibcode:1994JBAA..104..108M. 2008년 10월 23일에 확인함.
- Schmadel, Lutz D. (2003). 〈Catalogue of Minor Planet Names and Discovery Circumstances〉. 《Dictionary of minor planet names》. IAU commission 20. Springer. ISBN 9783540002383.
- Pausanias; Translated by Jones, W. H. S. & Omerod, H. A. (1916). 《Description of Greece》. Loeb Classical Library. ISBN 0674991044.
- “Images of Asteroids Ida & Dactyl”. 미국 항공우주국. 2005년 8월 23일. 2011년 8월 18일에 원본 문서에서 보존된 문서. 2008년 12월 4일에 확인함.
- Asphaug, Erik; Ryan, Eileen V.; Zuber, Maria T. (2003). “Asteroid Interiors” (PDF). 《Asteroids III》 (Tucson: University of Arizona): 463–484. Bibcode:2002aste.conf..463A. 2016년 6월 12일에 원본 문서 (PDF)에서 보존된 문서. 2009년 1월 4일에 확인함.
- Chapman, Clark R.; Klaasen, K.; Belton, Michael J. S.; Veverka, Joseph (1994년 7월). “Asteroid 243 IDA and its satellite” (PDF). 《Meteoritics》 29: 455. Bibcode:1994Metic..29..455C. 2008년 10월 23일에 확인함.
- Chapman, Clark R. (1996년 10월). “S-Type Asteroids, Ordinary Chondrites, and Space Weathering: The Evidence from Galileo's Fly-bys of Gaspra and Ida” (PDF). 《Meteoritics》 31: 699–725. Bibcode:1996M&PS...31..699C. 2008년 10월 27일에 확인함.
- Byrnes, Dennis V.; D'Amario, Louis A.; Galileo Navigation Team (1994년 12월). “Solving for Dactyl's Orbit and Ida's Density”. 《The Galileo Messenger》 (NASA) (35). 2010년 6월 24일에 원본 문서에서 보존된 문서. 2008년 10월 23일에 확인함.
- Petit, Jean-Marc; Durda, Daniel D.; Greenberg, Richard; Hurford, Terry A.; Geissler, Paul E. (1997년 11월). “The Long-Term Dynamics of Dactyl’s Orbit” (PDF). 《Icarus》 130 (1): 177–197. Bibcode:1997Icar..130..177P. doi:10.1006/icar.1997.5788. 2013년 10월 4일에 원본 문서 (PDF)에서 보존된 문서. 2015년 3월 24일에 확인함.
- Greenberg, Richard; Bottke, William F.; Nolan, Michael; Geissler, Paul E.; Petit, Jean-Marc; Durda, Daniel D.; Asphaug, Erik; Head, James (1996년 3월). “Collisional and Dynamical History of Ida” (PDF). 《Icarus》 120 (1): 106–118. Bibcode:1996Icar..120..106G. doi:10.1006/icar.1996.0040. 2008년 10월 23일에 확인함.
- Lee, Pascal; Veverka, Joseph; Thomas, Peter C.; Helfenstein, Paul; Belton, Michael J. S.; Chapman, Clark R.; Greeley, Ronald; Pappalardo, Robert T.; Sullivan, Robert J.; Head, James W., III (1996년 3월). “Ejecta Blocks on 243 Ida and on Other Asteroids” (PDF). 《Icarus》 120 (1): 87–105. Bibcode:1996Icar..120...87L. doi:10.1006/icar.1996.0039. 2016년 6월 12일에 원본 문서 (PDF)에서 보존된 문서. 2008년 10월 27일에 확인함.